# John Laurinaitis
John Joseph Laurinaitis (født 31. juli 1962), også kendt under ringnavnet Johnny Ace, er en tidligere amerikanske wrestler. Han er den nuværende adm. direktør på tv-programmerne RAW og SmackDown i World Wrestling Entertainment (WWE). Han er kendt for sin særlige hæse stemme, som er forårsaget af en skade i halsen, han fik efter en kamp i Japan mod "Dr. Death" Steve Williams.
I løbet af sin karriere har han wrestlet for World Championship Wrestling (WCW), All Japan Pro Wrestling (AJPW) og WWE. Han er anerkendt for at have opnået wrestling-grebet "cutter", som han kaldte "Ace Crusher". Derudover er han lillebror til Joe Laurinaitis, der er bedre kendt under ringnavnet Road Warrior Animal og har været en del af tagteamet The Road Warriors. Inden Laurinaitis fik en lederstilling i WWE, arbejdede han i en lignende stilling i WCW. 